# أري هان
أري هان (بالهولندية: Arie Haan)، من مواليد 16 نوفمبر 1948، لاعب كرة قدم هولندي سابق، ومدرب كرة قدم هولندي حالي.
لعب مع منتخب هولندا لكرة القدم.

## مسيرته الكروية
لعب أري هان خلال مسيرته الاحترافية مع 5 أندية في سبعة عشر موسمًا وسجل خلالها 70 هدف ضمن 419 مباراة. حيث فاز في أربعة مواسم بالكأس وفي سبعة مواسم بالدوري.
خاض أري هان مسيرته مع نادي أياكس أمستردام في موسم 1968–69 ليلعب معه سبعة مواسم، مشاركًا في 132 مباراة سجل خلالها 22 هدفًا. ثم انتقل إلى نادي رويال أندرلخت في موسم 1975–76 ليلعب معه ستة مواسم، حيث شارك في 199 مباراة سجل خلالها 35 هدفًا. لينتقل بعدها إلى نادي ستاندارد لييج في موسم 1981–82 ولمدة موسمين، مشاركًا في 65 مباراة سجل خلالها 12 هدفًا. ثم انتقل إلى نادي آيندهوفن في موسم 1983–84 لمدة موسم واحد، مشاركًا في 18 مباراة ولم يسجل أي هدف. هذا وانتقل لاحقًا إلى نادي سيكو ‏ في موسم 1984–85 لمدة موسم واحد، مشاركًا في 5 مباريات سجل خلالها هدفًا واحدًا.

## روابط خارجية
- أري هان على موقع الاتحاد الدولي (مؤرشف)  (الإنجليزية)
- أري هان على موقع الاتحاد الأوربي (الإنجليزية)
- أري هان على موقع قاعدة بيانات كرة القدم.إي يو (الإنجليزية)
- أري هان على موقع بيانات كرة القدم. دي إي (الألمانية)
- أري هان على موقع ناشيونال فوتبول تيمز (الإنجليزية)
- أري هان على موقع عالم كرة القدم.نت (الإنجليزية)